# Burkard von Beinwil
Burkard von Beinwil (* um 1120 auf dem Hof Langenmatt bei Muri AG; † um 18. Mai 1192 in Beinwil) war ein Priester im aargauischen Freiamt, der in der katholischen Kirche als Heiliger verehrt wird.
Der im Kloster Muri ausgebildete Burkard wirkte in der zweiten Hälfte des 12. Jahrhunderts als Priester in Beinwil und soll dabei viele wundertätige Handlungen vollbracht haben. Seit dem 13. Jahrhundert ist sein Grab in der Pfarrkirche St. Burkard in Beinwil ein Ziel von Wallfahrten (seit 1620 in einer eigens dafür errichteten Krypta). Seine Verehrung war vor allem im Mittelalter und in der frühen Neuzeit bedeutend. Heute findet jährlich am Wochenende vor Pfingsten eine Prozession statt.
Ikonographisch wird Burkard als Priester mit einem Kelch oder einem Vogel (wohl ein Kranich oder eine Dohle) dargestellt. Nachdem die Kirchgemeinde ihn 1808 zum ersten Schutzpatron der Pfarrkirche erhoben hatte, gab der Heilige Stuhl 1817 die Erlaubnis, ihm zu Ehren die heilige Messe zu lesen.